# Грабовецький Еммануїл Маркович
Еммануїл Маркович Грабове́цький (26 липня 1912, Сімферополь — 5 лютого 2007, Нетанья) — український графік; член Спілки радянських художників України з 1953 року.

## Біографія
Народився 26 липня 1912 року в місті Сімферополі (нині Автономна Республіка Крим, Україна) в сім'ї типографського художника. Єврей. З 14-ти років почав працювати у друкарні батька, навчався у студії Миколи Самокиша. Протягом 1931—1934 років продовжив здобувати мистецьку освіту в Московському книжковому технікумі. У 1935—1937 роках проходив строкову службу у Червоній армії. Після звільнення в запас у 1937—1941 роках працював у редакції газети «Кримський комсомолець». Член ВКП(б) з 1941 року.
З початком німецько-радянської війни у липні 1941 року знову призваний до Червоної армії. Обіймав посаду командира легкого танка 48-ї кавалерійської дивізії. Опинившись в оточенні в районі Алушти, пішов у гори, де у листопаді 1941 року приєднався до партизанського загону. Воював кулеметником-політруком. У 1942 році, через хворобу, відправлений в евакуацію в Сочі. У серпні 1943 року повернувся до загону і почав працювати в партизанській друкарні. З осені 1943 року — комісар 21-го партизанського загону 5-ї бригади Північного з'єднання партизанів Криму. Після важкого поранення в березні 1944 року знову евакуйований із Криму. У стрій не повернувся. Інвалід війни. Нагороджений орденами Червоного Прапора (24 жовтня 1942), Вітчизняної війни I ступеня (6 квітня 1985), медалями «За оборону Севастополя» (22 грудня 1942), «Партизанові Вітчизняної війни» I ступеня (4 травня 1945), «За перемогу над Німеччиною» (9 травня 1945).
Протягом 1944—1952 років працював у редакції газети «Красный Крым» та у 1945—1947 роках — редакції газети «Боевая слава»; у 1946—2000 роках — на Сімферопольському художньо-виробничому комбінаті. Мешкав у Сімферополі в будинку на вулиці Набережній, № 77, квартира № 50 та у будинку на вулиці Київській, № 112, квартира № 58. У 2001 році переїхав на постійне проживання до Ізраїлю. Помер 5 лютого 2007 року в Нетаньї, де і похований.

## Творчість
Працював у галузях станкової, книжкової, газетної графіки, плаката, мистецтва художнього оформлення. Серед робіт:
станкова графіка
- серія «Партизани» (1944, акварель, ліногравюра);
- «Останній катер» (1947);
- «Сімферопольське водосховище» (1955);
- серія «Пейзажі Криму» (1955—1956, гуаш, акварель);
- «Скелі в Коктебелі» (1960);
- серія «Тарас Шевченко» (1964, гуаш, акварель);
- «Комуністи, вперед» (1967, ліногравюра);
- «Командир партизанського загону Г. Красовський» (1969, ліногравюра);
- «Яхти в Очеретяній бухті» (1977);
- «Херсонес. Дзвін» (1977);
- серія «Севастопольські замальовки» (1977);
- «Сімферополь» (1984).

оформлення книг
- «Вибране» Костянтина Треньова;
- «В горах Таврии» Іллі Вергасова (1949);
- «Море шумит» Дмитра Холендро (1950);
- «Світанок полум'яніє» Бориса Бєлєнкова (1957)
- «Пламя над Крымом» Михайла Македонського (1960);
- «Береговчанка» Анатолія Молдованова (1964).

плакати
- «Рост народного дохода в миллиардах рублей (в ценах 1926–27 гг.)» (1947);
- «Да здравствует 31-я годовщина Октябрьской революции» (1948);
- «Товарищи избиратели! Выберем в народные суды верных патриотов Социалистической Родины!» (1949);
- «А как вы готовитесь к фестивалю молодёжи?» (1956);
- «На фестиваль!» (1957).

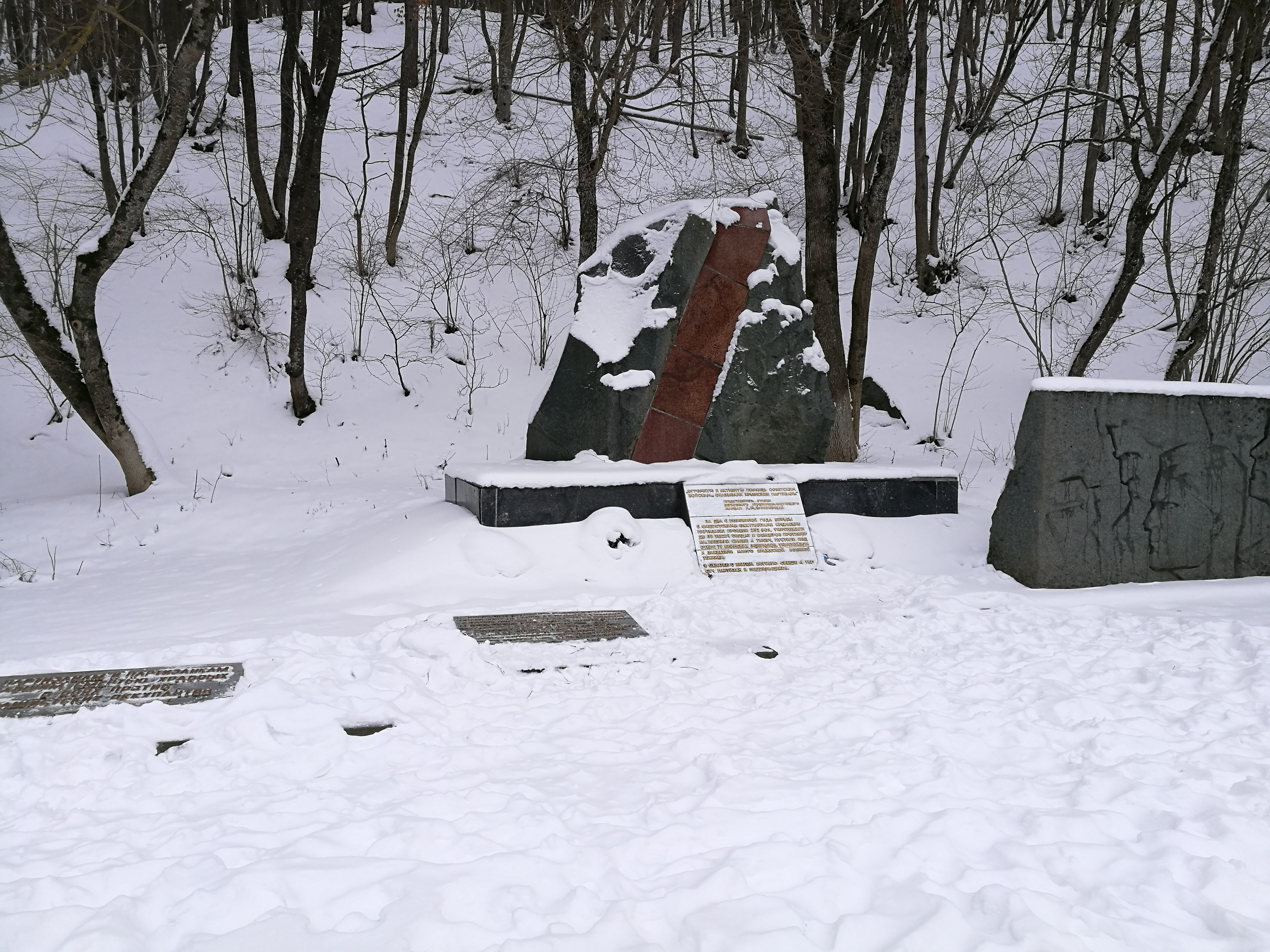
«Партизанська шапка».

Автор монумента «Партизанська шапка» на 27-му кілометрі шосе Сімферополь—Алушта (1963, діорит).
Брав участь в обласних виставках з 1945 року, республіканських — з 1956 року, зарубіжних — з 1975 року.
У зібранні Сімферопольського художнього музею зберігаються графічні твори художника: акварель «Морський берег», кольорова ліногравюра «Вид на Ай-Петрі», ліногравюри «Голуби» і «Дощ», темпера «Сімферопольське водосховище».

## У мистецтві
У 1980 році художник Микола Бортников написав живописний портрет Еммануїла Грабовецького, який зберігається у Сімферопольському художньому музеї.